# Al-Qanṭarah
Al-Qanṭarah es un distrito de la gobernación de Ismailia, Egipto. En julio de 2017 tenía una población estimada de 149 171 habitantes.
Se encuentra ubicado en la zona norte del delta del Nilo, junto a la costa del mar Mediterráneo.